# Vlad Miriță

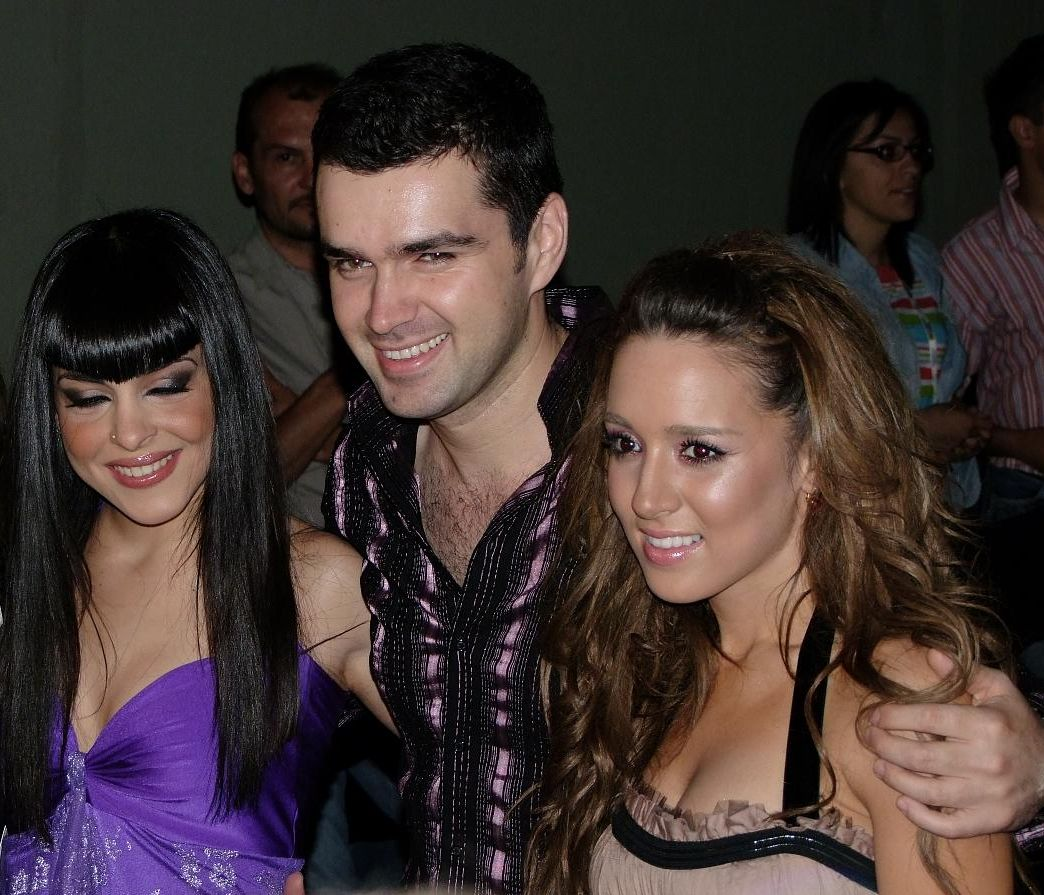
Evdokia Kadi, Vlad Miriță, Kalomoira I Belgrad 2008

Vlad Miriță, född 1981 i Târgoviște, är en rumänsk sångare som representerade sitt land i Eurovision Song Contest 2008 den 20 maj. Sången görs i en ballad med Nico.